# Рудники (гміна Конецполь)
Рудники (пол. Rudniki) — село в Польщі, у гміні Конецполь Ченстоховського повіту Сілезького воєводства.
Населення — 86 осіб (2011).
У 1975—1998 роках село належало до Ченстоховського воєводства.

## Демографія
Демографічна структура станом на 31 березня 2011 року:
|          | Загалом | Допрацездатний вік | Працездатний вік | Постпрацездатний вік |
| -------- | ------- | ------------------ | ---------------- | -------------------- |
| Чоловіки | 49      | 11                 | 32               | 6                    |
| Жінки    | 37      | 6                  | 20               | 11                   |
| Разом    | 86      | 17                 | 52               | 17                   |